# 公徳会
社会医療法人公徳会（こうとくかい）は、山形県で医療機関を運営する社会医療法人である。1986年4月に医療法人として設立。2010年1月に社会医療法人の認可を受ける。
2017年6月1日、医師不足によって閉鎖された米沢市立病院精神科と公徳会が運営する佐藤病院の病床を再編統合した米沢こころの病院が米沢市の産業団地である米沢オフィス・アルカディア内に整備され、開院した。

## 施設

### 佐藤病院
佐藤病院（さとうびょういん）は、山形県南陽市にある病院である。理念は"開放的で、新しい、地域に開かれた医療を…"。保健、医療、福祉が三位一体となったサービスを実現するための体制づくりを進めている。
国道13号（南陽バイパス）と、国道399号（旧国道13号）に挟まれた場所に立地する。

#### 沿革
- 1979年（昭和54年）7月 - 佐藤神経科内科医院として開業。
- 1982年（昭和57年）4月 - 佐藤病院となる。
- 2005年（平成17年）4月 - 山形県県知事より「精神科救急医療施設」として指定される。

#### 診療科
- 精神科
- 心療内科
- 内科
- 児童精神科
- 老年精神科

#### アクセス
- 車
  - 東北中央自動車道 南陽高畠ICより5分[4]
  - JR奥羽本線赤湯駅より5分[4]

### 若宮病院
若宮病院（わかみやびょういん）は、山形県山形市にある病院である。理念は"より地域に根差した精神医療、早期地域復帰を目指して"。

#### 沿革
- 2007年（平成19年）2月 - 公徳会に加入。

#### 診療科
- 精神科
- 心療内科
- 児童精神科
- 老年精神科

#### アクセス
- 車
  - 山形自動車道 山形蔵王ICより15分[5]
  - 東北中央自動車道 山形中央ICより15分[5]
  - JR山形駅より10分[5]
- 公共交通機関
  - 山形交通吉原バス停より徒歩5分[5]

### その他の関連施設
- 医療施設
  - トータルヘルスクリニック
  - 米沢駅前クリニック
  - 南陽訪問看護ステーション
  - 認知症疾患医療センター
  - 米沢こころの病院
- 介護施設
  - ドミール南陽
  - ヒルサイド羽黒
  - ぬくもりの家
  - 居宅介護支援事業所
- 福祉施設
  - ライフサポートとまり木
  - くぬぎ荘
  - 公徳会就労支援センター
- 地域施設
  - メディカルフィットネススマイル
  - 宮内学童保育

## その他
公徳会の軟式野球部（公徳会 佐藤病院野球部、1981年結成）は、これまでに国体や天皇賜杯全日本軟式野球大会などと言った全国大会にも数多く出場している。1988年7月にはグラウンドも完成し、専用の練習グラウンドも所有。2017年より元プロ野球選手である石井義人が顧問を務めていた。